# 笠懸町阿左美
笠懸町阿左美（かさかけちょうあざみ）は、群馬県みどり市にある地名（町丁）。郵便番号は〒379-2311。

## 概要
旧笠懸町にある町丁。

## 地理
北東部は桐生市、南部は太田市に接している。

### 近隣町丁
- 笠懸町鹿
- 笠懸町久宮

## 世帯数と人口
2022年（令和4年）3月31日現在の世帯数と人口は以下の通りである。
| 町丁         | 世帯数   | 人口    |
| ------------ | -------- | ------- |
| 笠懸町阿左美 | 5431世帯 | 12999人 |

## 交通

### 鉄道
- JR両毛線
  - 岩宿駅
- 東武桐生線
  - 阿左美駅

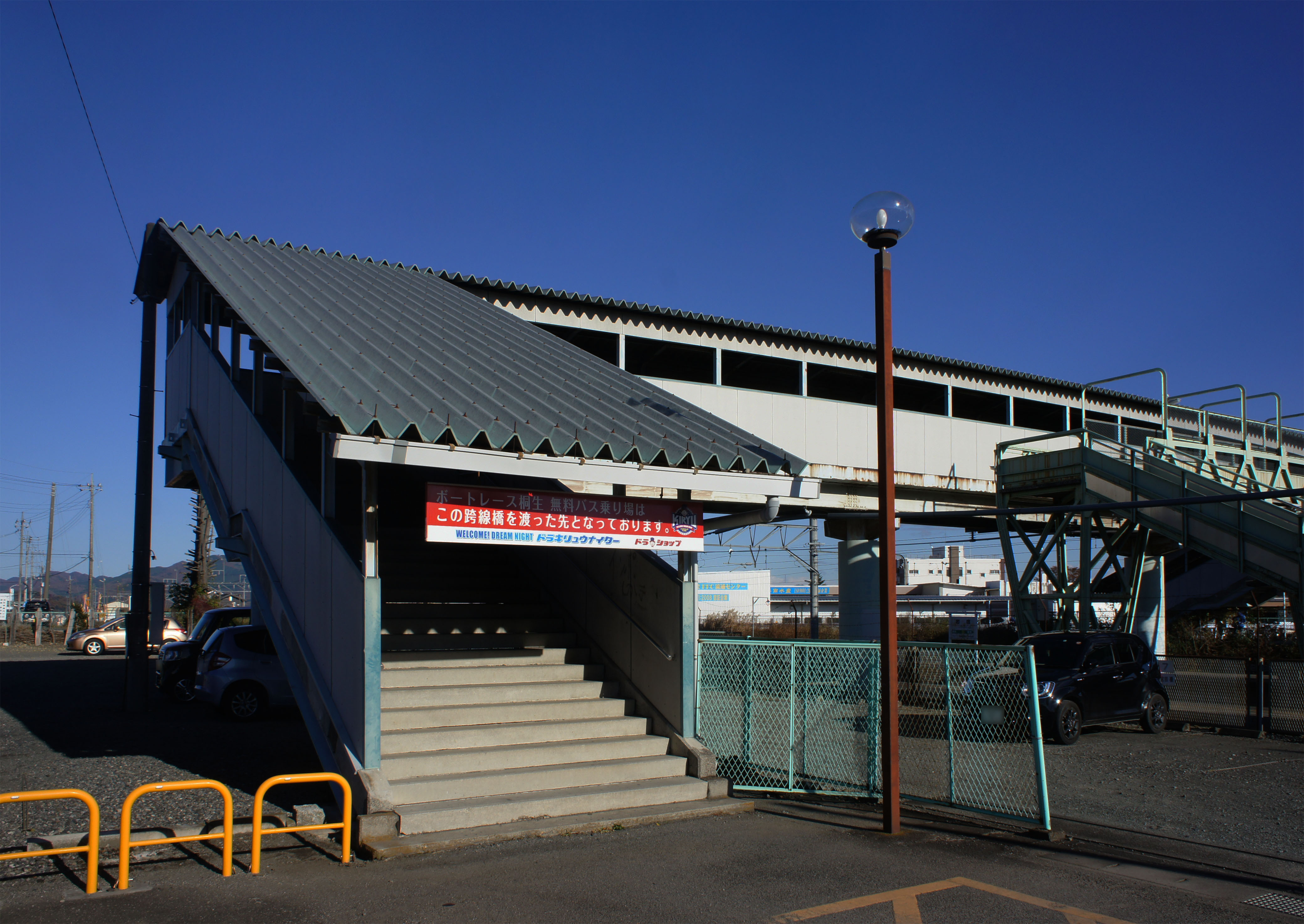
岩宿駅
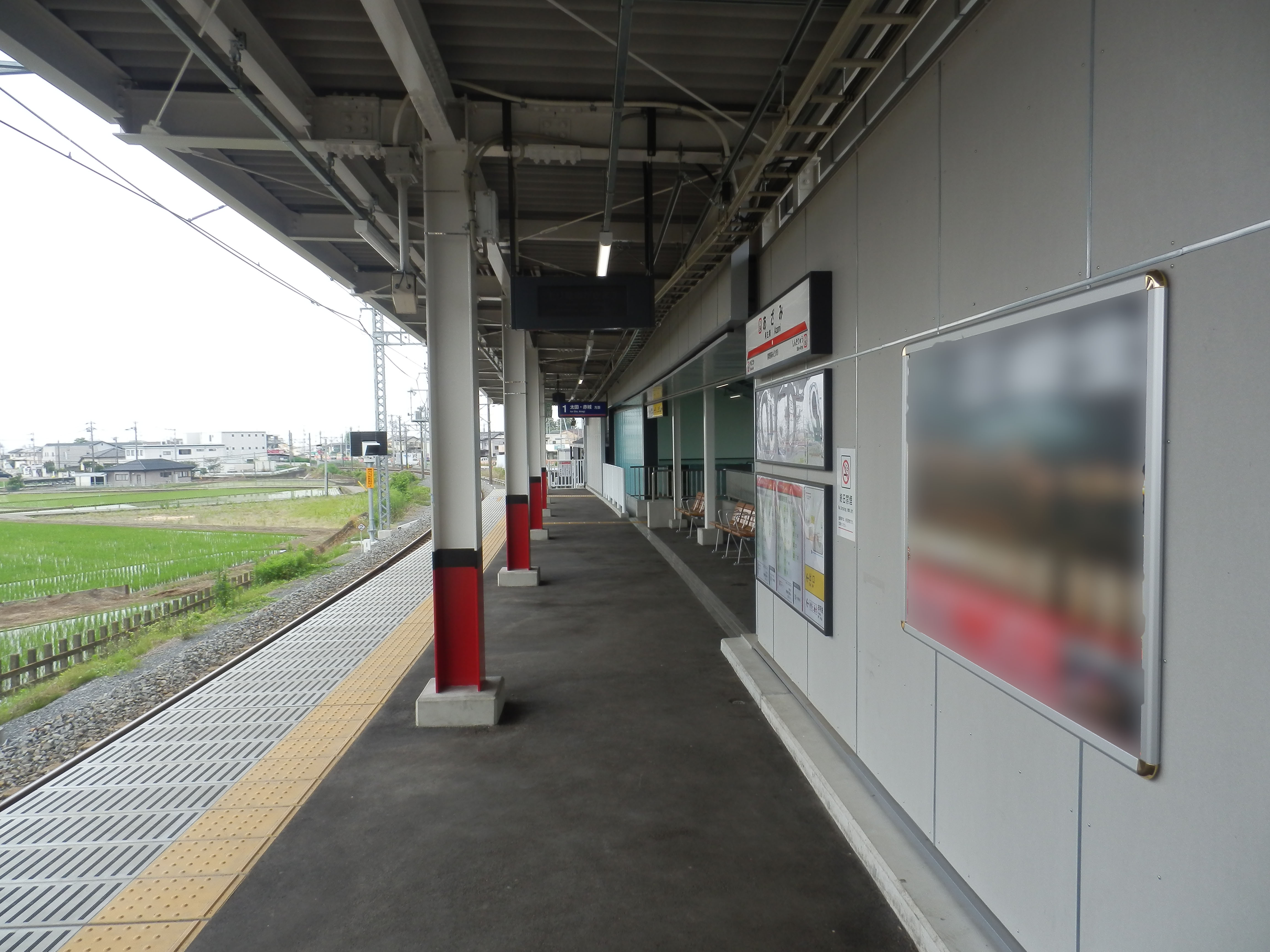
阿左美駅

### 道路
- 国道50号
- 群馬県道68号桐生伊勢崎線
- 群馬県道78号太田大間々線

## 施設
- 岩宿遺跡
- 国瑞寺（岡上景能の墓）
- 南光寺
- 東邦病院
- BOAT RACE桐生 (桐生競艇場)
- 笠懸野文化ホール (グンエイホールPAL)
- 桐生大学・桐生大学短期大学部
- 桐生大学グリーンアリーナ
- みどり市立笠懸北小学校
- みどり市立笠懸東小学校
- みどり市立笠懸南中学校

## 景勝地
- 阿左美沼
- 琴平山
- 荒神山